# D'Molls
D'Molls, oorspronkelijk bekend als The Chicago Molls, was een Amerikaanse heavy metal- en glam metalband, met zanger/gitarist Desi Rexx, bassist Lizzy Valentine, gitarist S.S. Priest en drummer Jim Bashaw.

## Bezetting
Voormalige leden
- Desi Rexx (leadzang, gitaar, 1984-1991)
- S.S. Priest (leadgitaar, 1984-1985; 1986-1991)
- Sean Freehill (leadgitaar, 1985)
- Lizzy Valentine (basgitaar, 1984-1991)
- Billy Dior (drums, 1984-1991)
- Jim Bashaw (drums, 1984)

## Geschiedenis
In 1985 verving Billy Dior Bashaw en verhuisde de band naar Los Angeles om een platencontract na te streven. Priest stond nog onder contract bij zijn andere band Diamond Rexx en kon de band daar niet volgen en werd vervangen door gitarist Sean Freehill. Priest kwam weer bij de band in 1986, nadat ze een platencontract hadden getekend bij Atlantic Records. De video voor 777 kreeg wat airplay op MTV, maar de albumverkoop kende geen succes. In 1990 bracht de band hun tweede album Warped uit, maar hun zanger stopte voordat de promotiecampagne van de grond kwam. De band ontbond kort daarna en bracht pas in 1996 weer een album uit, toen Delinquent Records het derde en laatste album Beyond D'Valley Of D'Molls uitbracht met drie livenummers en niet eerder uitgebrachte studio-opnamen. Er bestaat ook een Best of-compilatie-cd, The Best of Everything, die in 2007 uitkwam.
Billy Dior was naar verluidt in de bands Kid Rocker en The Screamin' Mimis met de toekomstige Poison-gitarist C.C. DeVille, voordat hij bij D'Molls kwam. In 2015 klaagde Dior Poison aan wegens schending van het auteursrecht op verschillende Poison-hitnummers, waaronder Talk Dirty To Me, waarvoor de band hem niet als co-schrijver noemde. Poison schikte zich uiteindelijk buiten de rechtbank met Dior voor een zwart bedrag. Hij publiceerde in 2004 de thrillerroman The Devil of Shakespeare onder zijn geboortenaam Billy McCarthy, gedeeltelijk geïnspireerd door zijn ervaringen met de band en het glamrockcircuit uit de jaren 1980 in Los Angeles. In 2017 publiceerde McCarthy zijn tweede poging tot schrijven, Beat Me Till I'm Famous, een autobiografische memoires van zijn ervaring als professionele muzikant tijdens de jaren 1980, waarvan het merendeel het hele D'Molls-verhaal omvat. In 2018 werd het debuutalbum van D'Molls uit 1988 geremasterd en opnieuw uitgebracht bij Rock Candy Records.

## Discografie

### Studioalbums
- 1988: D'Molls
- 1990: Warped
- 1997: Beyond D'Valley Of D'Molls

### Compilatiealbums
- 2007: The Best of Everything

### Live-albums
- 2009: Desi Rexx & S.S. Priest of D'Molls Double Platinum Live